# Раїсса Леал
Раїсса Леал (нар. 4 січня 2008, Імператріс, Бразилія) — бразильська скейтбордистка, срібна призерка Олімпійських ігор 2020 року, дворазова призерка чемпіонатів світу.